# Hôn nhân cùng giới ở Colima
Hôn nhân cùng giới đã trở thành hợp pháp tại bang Colima của México vào ngày 12 tháng 6 năm 2016. Vào ngày 25 tháng 5 năm 2016, một dự luật hợp pháp hóa hôn nhân cùng giới ở bang này đã thông qua Đại hội Colima và được công bố như luật trên tờ báo chính thức của bang ngày 11 Tháng 6 năm 2016 nơi nó có hiệu lực vào ngày hôm sau.

## Kết hợp dân sự
Vào ngày 4 tháng 7 năm 2013, Quốc hội Bang đã phê chuẩn sửa đổi Điều 147 của Hiến pháp tiểu bang để chính thức hóa kết hợp dân sự (sociedades de convivencia). Trong vòng 30 ngày, bảy trong số mười đô thị của Colima đã chấp thuận thay đổi hiến pháp. Kháng cáo về những thay đổi đã được đệ trình và Tòa án Tối cao Quốc gia đã đồng ý vào tháng 8 năm 2014 để xem xét lại. Các cuộc thảo luận đã bắt đầu tại Tòa án Tối cao vào tháng 9 năm 2014 để xác định liệu Bộ luật Dân sự mới chỉ cung cấp "giá thú" cho các cặp cùng giới và "kết hôn" với các cặp khác giới có bị phân biệt đối xử thông qua khuynh hướng tình dục hay không. Vào ngày 18 tháng 3 năm 2015, một thẩm phán quận đã tuyên bố rằng "đối xử bình đẳng nhưng đối xử bình đẳng là phân biệt đối xử" và vi hiến. Quyết định cũng nêu rõ, phần 201 của Bộ luật Dân sự, quy định vai trò giới tính cho nam và nữ, là phân biệt đối xử và nhắc lại rằng việc áp dụng cho các cặp vợ chồng dị tính cũng phải được mở cho các cặp đồng tính luyến ái. Ngay sau phán quyết, một nhóm quyền LGBT địa phương tuyên bố rằng họ sẽ giúp bất kỳ cặp vợ chồng nào tham gia vào một kết hợp dân sự để nhận được giấy chứng nhận kết hôn. Nhà nước đã kháng cáo phán quyết và vào ngày 17 tháng 6 năm 2015, Tòa án Tối cao Mexico đã đồng ý rằng các luật liên minh "riêng rẽ nhưng bình đẳng" là vi hiến. Chính phủ sau đó đã tuyên bố rằng luật công đoàn dân sự sẽ chấm dứt.
Vào ngày 5 tháng 5 năm 2016, Đại hội của Colima nhất trí bãi bỏ luật hợp tác của họ thông qua cải cách Điều 147. Tất cả các quan hệ đối tác trước đây được thực hiện trước khi bãi bỏ luật liên minh dân sự được nhà nước công nhận và có thể được chuyển đổi thành hôn nhân theo yêu cầu.